# Seebergspitze
Die Seebergspitze ist ein 2085 m ü. A. hoher Berg am Westufer des Achensees am östlichen Rand des Karwendels in Tirol. Der Gipfel ist in einer unschwierigen, aber auf dem langen Gratabschnitt Trittsicherheit erfordernden Bergtour von Pertisau (952 m ü. A.) aus erreichbar. Mit der nördlich liegenden, fast gleich hohen Seekarspitze (2053 m ü. A.) ist die Seebergspitze über einen begehbaren Grat verbunden. Alternativ bieten sich Besteigungen von der Pletzachalm (1031 m ü. A.) im Gerntal über den Pasillsattel (1680 m ü. A.) oder von Achenkirch über die Seekaralm (1500 m ü. A.) und die Seekarspitze an. Der Sattel zwischen Seebergspitze und Seekarspitze liegt auf etwa 1900 m. Vom Sattel aus existiert auch ein Steig hinunter zur Pasillalm an der Westflanke des Massivs und von dort ein Forstweg zur Seekaralm an der Nordflanke der Seekarspitze.
Sowohl bei der Seebergspitze als auch bei der Seekarspitze ist die Nordflanke steiler als die Südflanke. Bergsteigern, die eine Überschreitung des Massives längs des Grates planen und steilere Passagen vorzugsweise bergauf überwinden, empfiehlt sich daher die Gratwanderung von Achenkirch über die Seekarspitze und Seebergspitze nach Pertisau, also von Nord nach Süd, durchzuführen. 

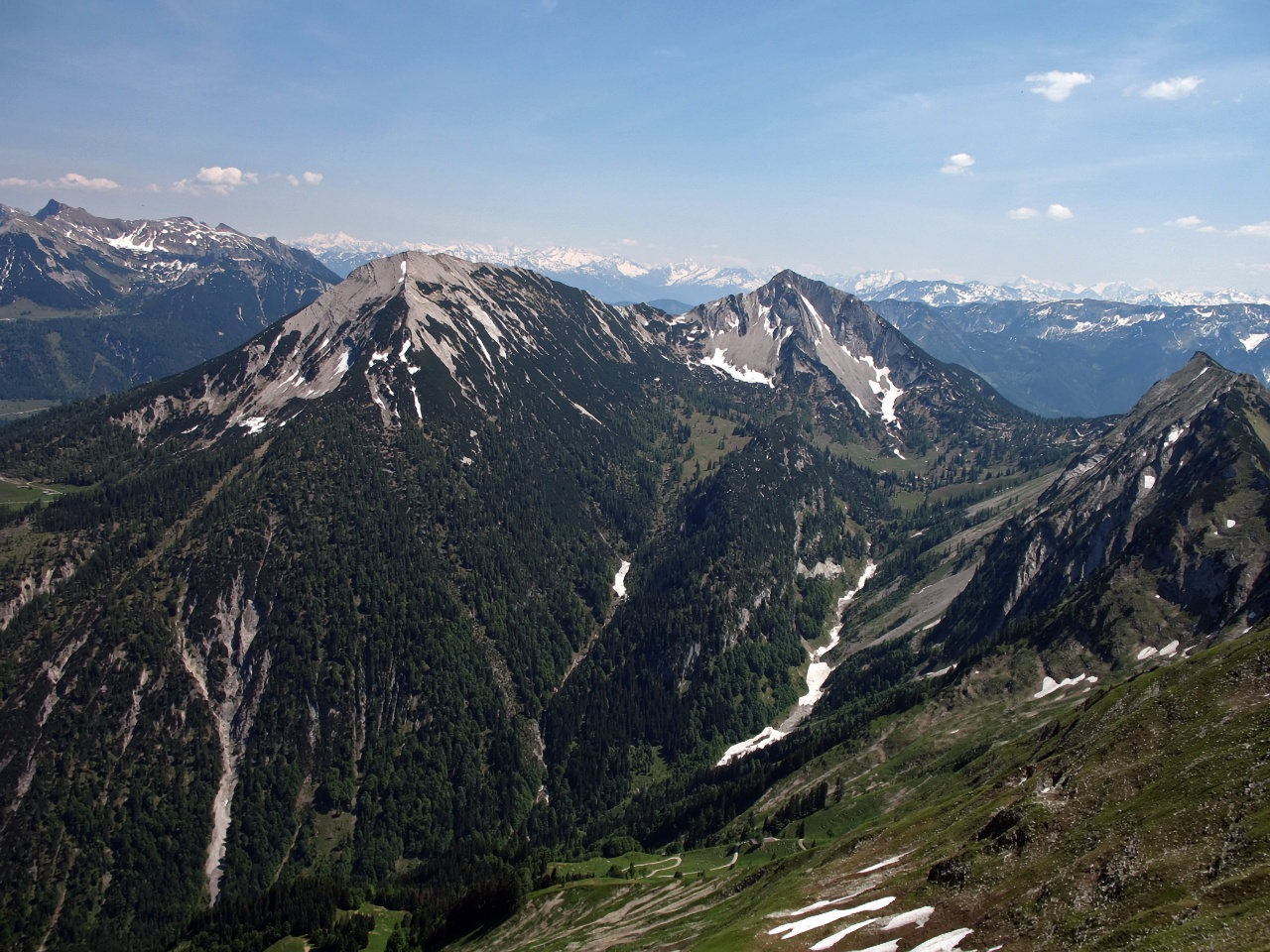
Seekarspitze (links) und Seebergspitze
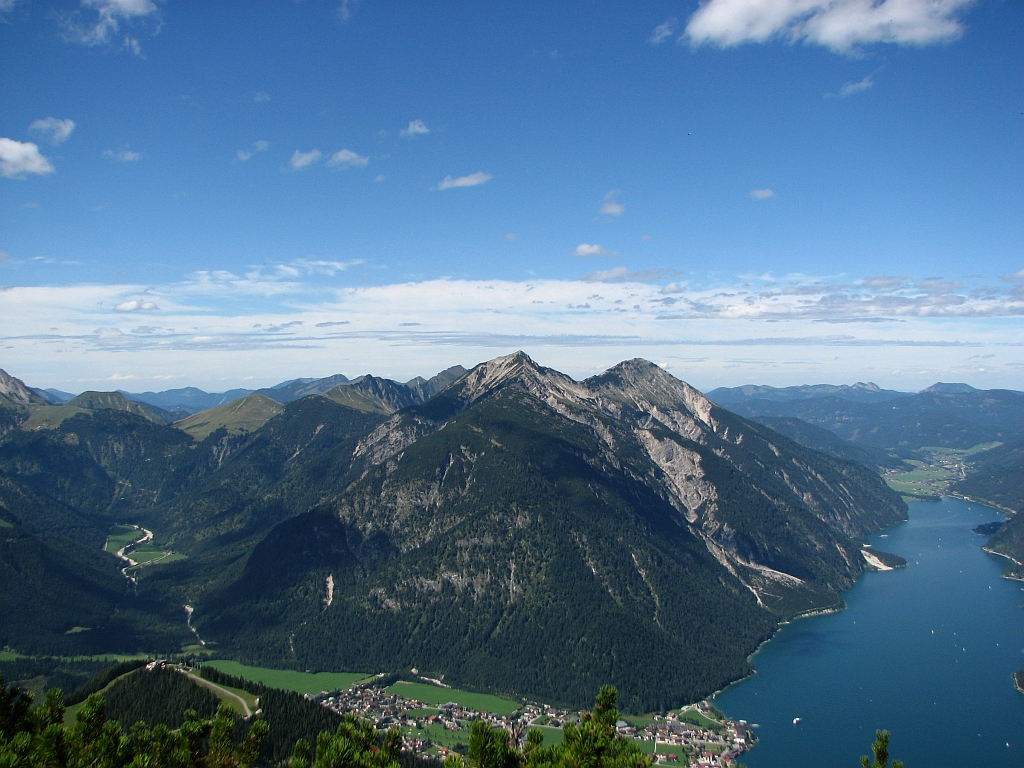
Seebergspitze (Bildmitte) und Seekarspitze (rechts) von Süden
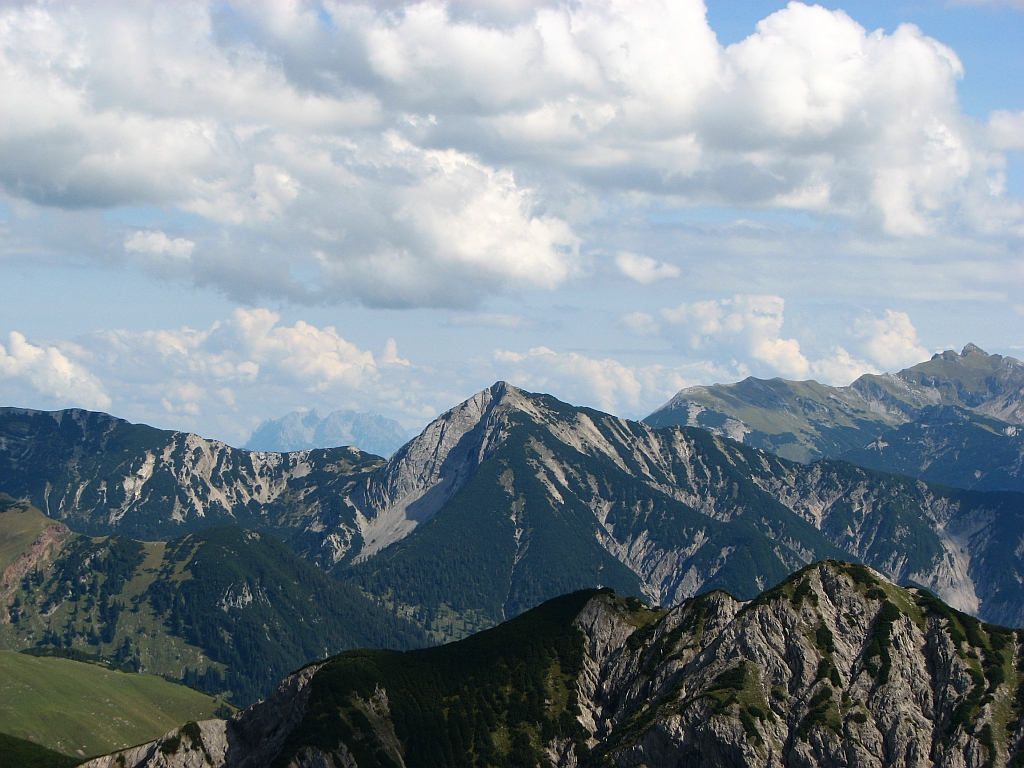
Der lange Südgrat führt von Pertisau herauf, nach Norden der Grat zur Seekarspitze